# 4794 Bogard
A 4794 Bogard (ideiglenes jelöléssel 1988 SO2) a Naprendszer kisbolygóövében található aszteroida. Schelte J. Bus fedezte fel 1988. szeptember 16-án.